# Charles d’Albert d’Ailly

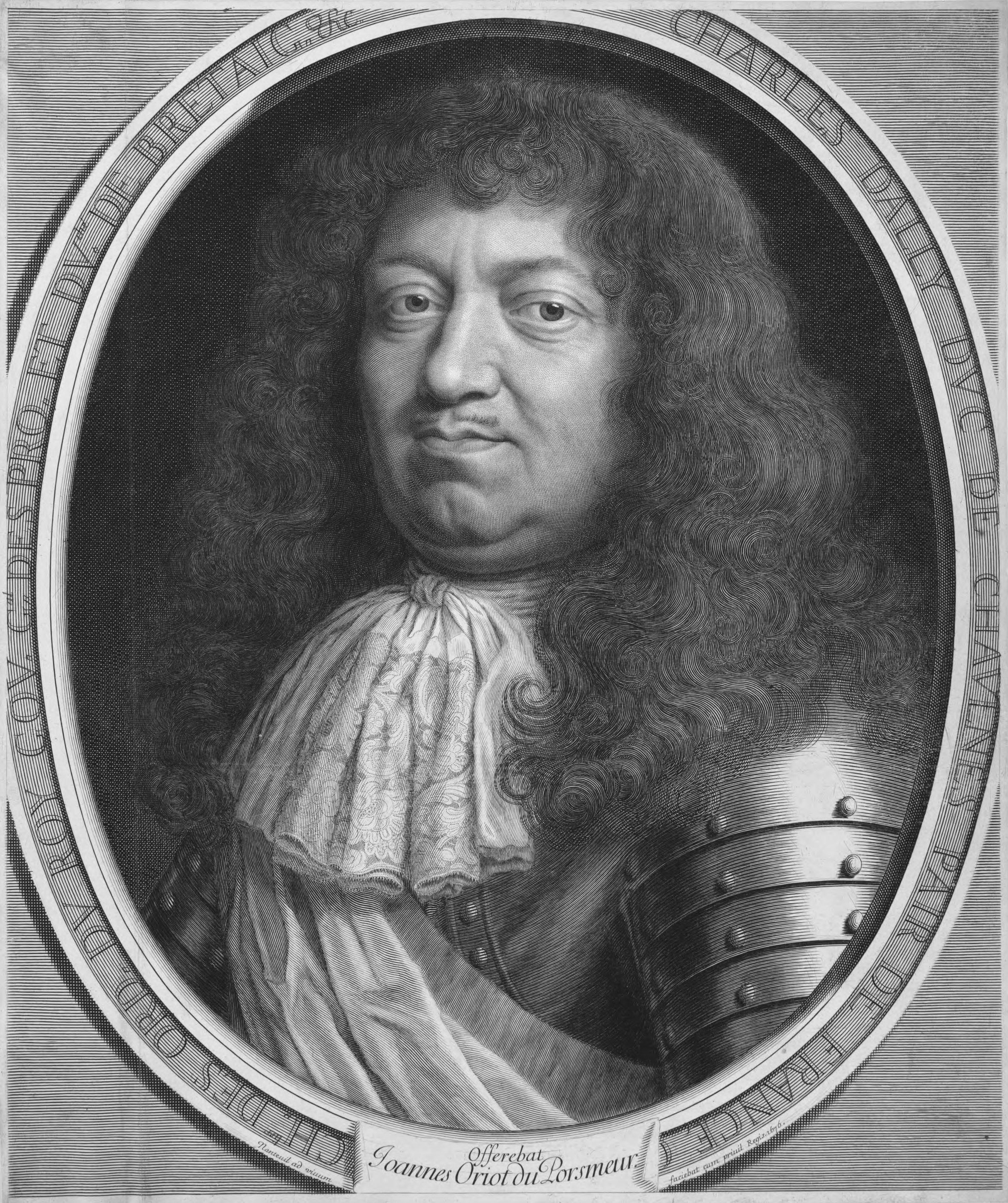
Charles d’Albert d’Ailly, duc de Chaulnes, Robert Nanteuil, 1676, Princeton University Library

Charles d’Albert d’Ailly, duc de Chaulnes (* 1625; † 4. September 1698) war ein französischer Adliger, Militär und Diplomat. Er wurde 1670 Gouverneur der Bretagne und nahm als französischer Botschafter an drei Konklaven teil.

## Biographie
Charles d’Albert d’Ailly ist der dritte Sohn von Honoré d’Albert, 1. Herzog von Chaulnes, und Charlotte Eugénie d’Ailly; er wurde 1653 nach seinem älteren Bruder der 3. Herzog von Chaulnes. Er war u. a. auch Vidame d’Amiens, Baron der Picquigny, Seigneur de Raineval.
Er wurde vermutlich in Amiens geboren, wo er am 15. Juni 1625 in der Kirche Saint-Rémy getauft wurde. Seine Paten waren George Villiers, 1. Duke of Buckingham und Henrietta Anne Stuart, die Königin von Frankreich. 1653 folgte er seinem Bruder Henri-Louis d’Albert d’Ailly als dritter Herzog von Chaulnes.
Am 11. April 1655 heiratete er Elisabeth Le Féron, Witwe von Jacques Stuer de Caussade, Marquis de Saint-Maigrin. Sie war die Erbtochter von Dreux Le Féron, Seigneur de Savigny, Conseiller im Parlement von Paris, und Barbe Servien de Montigny. Die Ehe blieb kinderlos. Im gleichen Jahr wurde er zum Lieutenant-général des Armées du Roi ernannt.
1661 wurde er Chevalier des Ordres du Roi. 1664 war er Lieutenant der Compagnie des Chevau-légers de la Garde du Roi. 1667 war er französischer Gesandter in Rom anlässlich des Konklaves, das Papst Clemens IX. wählte. Zum Konklave 1669–1670, das Ende April 1670 mit der Wahl des Papstes Clemens X. endete, kehrte er nach Rom zurück.
Nach dem Ende des Konklaves bat er auf Druck seiner Ehefrau darum, dass der neue Papst sich bei Ludwig XIV. dafür einsetzen, dass der Marquis de La Frette, der durch die Mutter ein Halbbruder Elisabeth Le Férons war und 1663 nach dem Duell zwischen dem Marquis de La Frette und dem Prince de Chalais Frankreich verlassen musste, begnadigt werde und nach Paris zurückkehren könne.
Im gleichen Jahr 1670 wurde er Gouverneur der Bretagne. Drei Jahre später wurde er als Bevollmächtigter Minister des Königs nach Köln geschickt, wo er die französische Delegation bei den ersten (und gescheiterten) Friedensverhandlungen zur Beendigung des Holländischen Kriegs anführte, die von 28. Juni 1673 bis zum 16. April 1674 dauerten und durch die Abreise der französischen Delegation abgebrochen wurden.
Als Oberbefehlshaber des Königs in der Bretagne gelang es ihm zunächst nicht, den Aufstand gegen die Papiersteuer (April–September 1675) einzudämmen und forderte daher die Intervention der Armee und die Bestrafung der Aufrührer. Die Gewalttaten des Militärs entfremdeten ihn seiner letzten adligen bretonischen Verbündeten und brachte ihm den Spitznamen „fettes Schwein“ (französisch gros cochon, bretonisch hoch lart) ein, der ihm öffentlich vom einfachen Volk gegeben wurde, ebenso wie „verdammter Herzog“ (duc damné); auch Saint-Simon zeichnete ein kompromissloses Porträt des Herzogs: „Unter der Korpulenz, der Plumpheit, der Schwerkraft, der Physiognomie eines Ochsen, [steckte] der schärfste, feinsinnigste, geschickteste Geist, der seine Vorteile zu nutzen und voranzutreiben [wusste] mit all dem Vergnügen und der Finesse, die möglich sind ...“
1689 reiste er ein drittes Mal als französischer Gesandter zu einem Konklave nach Rom, diesmal zur Wahl von Papst Alexander VIII. 1695 gab er das Gouverneursamt in der Bretagne zugunsten von Louis-Alexandre de Bourbon, comte de Toulouse ab und erhielt dafür das Gouverneursamt in Guyenne, das er bis zu seinem Tod ausübte.
Charles d’Albert d’Ailly starb am 4. September 1698 in Paris in seinem Hôtel de Chaulnes an der Place Royale, heute Place des Vosges 9. Er wurde in der Stiftskirche Saint-Martin in Picquigny bestattet. Seine Ehefrau starb vier Monate später, am 6. Januar 1699 und fand ihre letzte Ruhestätte an seiner Seite. Der Titel Herzog von Chaulnes erlosch mit seinem Tod, wurde aber 1711 zugunsten eines Verwandten neu vergeben.
Eine Büste des 3. Herzogs von Chaulnes vom Bildhauer Antoine Coysevox befindet sich im Louvre, nachdem sie eine Zeit lang mit einer Büste verwechselt wurde, die im Musée de Picardie in Amiens aufbewahrt wird.